# Coquitlam Mountain
Coquitlam Mountain är ett berg i Kanada.   Det ligger i provinsen British Columbia, i den södra delen av landet, 3 500 km väster om huvudstaden Ottawa. Toppen på Coquitlam Mountain är 1 583 meter över havet, eller 887 meter över den omgivande terrängen. Bredden vid basen är 12,0 km. Coquitlam Mountain ligger vid sjön Gabbro Lake.
Terrängen runt Coquitlam Mountain är bergig åt nordost, men åt sydväst är den kuperad. Runt Coquitlam Mountain är det tätbefolkat, med 319 invånare per kvadratkilometer.. Närmaste större samhälle är Coquitlam, 13,4 km söder om Coquitlam Mountain.
I omgivningarna runt Coquitlam Mountain växer i huvudsak barrskog.